# Alessandro Tassoni
Pour les articles homonymes, voir Tassoni.
Alessandro Tassoni, né le 28 septembre 1565 à Modène et mort dans la même ville le 25 avril 1635, est un poète italien porté à la satire.

## Biographie
Né à Modène le 28 septembre 1565, d’une famille noble et ancienne, il eut à lutter dès le berceau contre l’adversité. Resté orphelin dans sa première enfance, affligé d’infirmités, engagé dans des procès ruineux, il vainquit tous ces obstacles, fit des études solides, d’abord dans sa patrie, puis dans les universités de Ferrare et de Bologne, où il eut pour maître le célèbre Aldrovandi, et partit pour Rome, en 1597, dans l’espoir de s’y procurer plus d’aisance. Doué d’un caractère enjoué et d’un esprit aimable, il ne tarda pas à s’y faire connaître. En 1599, le cardinal Ascanio Colonna le fit son premier secrétaire et l’emmena avec lui en Espagne. Le cardinal ayant été nommé vice-roi d’Aragon, ne voulut point occuper cette place sans l’agrément du Pape et lui envoya Tassoni pour l’obtenir. Clément VIII, dans sa réponse au cardinal, fit l’éloge du secrétaire, ajoutant qu’il l’avait vu avec beaucoup de plaisir. Ce fut à cette occasion que le jeune négociateur prit la tonsure cléricale, ne doutant point, dit Muratori, que la rosée ecclésiastique ne tombât sur sa tête en abondance ; mais il n’obtint rien. Après son retour en Espagne, le cardinal le renvoya à Rome avec six cents écus d’or de pension et lui confia l’administration de ses biens. On ne sait pas si Tassoni prit ou reçut son congé. En 1618, le duc de Savoie Charles-Emmanuel, après plusieurs marques d’estime, le déclara son secrétaire d’ambassade à Rome, gentilhomme ordinaire du prince son fils et lui assigna une pension d’environ deux mille écus, qui ne fut jamais payée. Deux ans après, il fut appelé à Turin ; mais la jalousie des courtisans et le rapprochement de l’Espagne et de la Savoie, ménagé par le prince Philibert, second fils du duc, renversèrent toutes ses espérances. De retour à Rome, il obtint un emploi auprès du cardinal de Savoie ; mais bientôt ce prince, qui aspirait au protectorat d’Espagne, craignit que la présence d’un homme qui avait signalé sa haine contre les Espagnols ne nuisît à ses desseins. Non-seulement il l’obligea par sa froideur à prendre de lui-même le parti de la retraite, mais il le persécuta. Il crut ou feignit de croire que Tassoni s’était permis de faire son horoscope et avait prédit qu’il serait un hypocrite. Celui-ci eut beau protester contre la fausseté de cette accusation et employer le crédit des cardinaux de la Valette et Barberini, et celui de Béthune, ambassadeur de France, le cardinal fut inflexible et exigea son expulsion. Mais après un exil de dix jours, que Tassoni passa à la chasse, son courroux parut se calmer, et Tassoni eut la liberté de revenir. Las et dégoûté d’une servitude si peu fructueuse, il acheta une petite maison de campagne aux environs de Rome, près le palais de Riari, à la Longara, et y passa quelques années, partageant son temps entre l’étude et la culture de son jardin. En 1626, le cardinal Ludovisi, neveu de Grégoire XV, le tira de sa retraite philosophique et le retint près de lui jusqu’en 1632, année de sa mort. À cette époque François Ier, duc de Modène, un des princes les plus accomplis de son temps, l’appela à sa cour, le fit conseiller, lui assigna une pension honorable, mieux payée que celles qu’il avait eues précédemment, et lui donna un logement dans son palais. Tassoni servit ce prince avec autant de zèle que de fidélité. Son tempérament robuste lui promettait une certaine longévité, lorsque, sa santé venant tout à coup à s’affaiblir, il mourut le 25 avril 1635, âgé de 71 ans.

## Œuvres
Tassoni était un caractère franc jusqu’à la causticité, beau parleur, d’un caractère enjoué. Il avait la philosophie ancienne et moderne, la politique et l’histoire. Personne ne possédait mieux que lui les finesses de sa langue et les beautés de la poésie. Il faut convenir pourtant que, dans ses notes sur le dictionnaire de l’Académie de la Crusca, ajoutées par Apostolo Zeno à l’édition de Venise de l’an 1698, on trouve quelquefois l’amertume d’un censeur jaloux plutôt que les égards de la fraternité académique. On le regardait comme un des premiers savants de son siècle, et le savoir était son moindre mérite. Son premier ouvrage fut ses Questions philosophiques, imprimées en 1601, édition qu’il désavoua lorsqu’en 1612, il fit imprimer le même ouvrage à Modène. Ce livre, qui a pour des matières de physique, de géographie, de morale, de politique, d’histoire et de littérature, où Aristote est attaqué et où une guerre ouverte était déclarée au péripatétisme, essuya beaucoup de critiques de la part de ceux qui regardaient comme au-dessous de toute discussion les opinions alors enseignées dans les écoles. Cet ouvrage peu connu au-delà des monts et qui mériterait de l’être est un abrégé de tout le savoir cet âge. L’auteur n’a laissé presque aucun sujet scientifique ou littéraire sans l’effleurer, et partout il déploie beaucoup de pénétration et une grande étendue de connaissances. L’auteur, entre autres sujets, examine celui de la rivalité des anciens et des modernes et décide en faveur des derniers. Dans le septième livre, il met en question si la science et les belles-lettres sont utiles aux princes et à la jeunesse, et il conclut par la négative. Dans le dixième est l’éloge du bourreau. En 1609, il publia ses Observations sur Pétrarque, qu’il avait composées pendant son second voyage d’Italie en Espagne, pour se distraire des ennuis de la navigation, et sa critique est une des plus judicieuses qu’on ait faites de ce poète ; mais, comme l’ouvrage précédent, elle lui attira beaucoup d’ennemis et d’injures. Il y eut dans l’attaque et dans la défense un tel excès d’emportement qu’il en résulta des emprisonnements et des procès. Un récollet d’Imola prit part à la querelle et publia contre le hardi critique un sonnet qui lui attira la réplique sanglante d’un poète offensé. Quelques parodies fort gaies de ce qu’il peut y avoir de répréhensible dans la manière de Pétrarque réduisirent au silence ses maladroits admirateurs. On avait aussi reproché à Tassoni de n’avoir pas su rendre justice au génie d’Homère. Les Italiens l’attaquèrent avec autant d’animosité que madame Dacier en mit plus tard à attaquer la Motte. Ce tort serait bien plus grand s’il eût été réel ; mais le critique prouva, par des imitations très-heureuses de plusieurs passages de l’Iliade, qu’il était plus pénétré que ses antagonistes des immortelles beautés du père de la poésie, et qu’il avait le droit de penser et de dire que tout, dans les écrits d’Homère, ne lui paraissait pas également digne d’admiration.

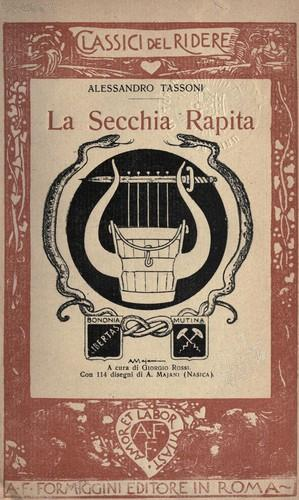
Couverture d'une édition italienne de Le Seau enlevé dans Les Classiques du rire d'Angelo Fortunato Formiggini (avant 1935).

Le principal titre de Tassoni à la célébrité est le poème héroï-comique auquel il donna le nom de La Secchia rapita (Le Seau enlevé), ouvrage de sa jeunesse, dit-il, mais qu’il paraît avoir composé vers l’âge de quarante-six ans et qui ne lui coûta que six mois ; mais, comme on sait, le temps ne fait rien à l’affaire. Voici le sujet de ce poème, dont l’auteur, dit Boileau, 

« ...Par les traits hardis d’un bizarre pinceau,
Mit l’Italie en feu pour la perte d’un seau. »

 Cette épopée badine est fondée sur des événements réels et réunit deux époques des 13e et 14e siècles. Dans une de ces hostilités, fréquentes alors entre les villes d’Italie, les Modénais pénétrèrent jusque dans Bologne et s’emparèrent d’un seau de bois, ainsi que de la chaine qui l’attachait à un puits. Fiers d’un tel avantage, ils rapportèrent ce trophée dans leur ville et le suspendirent dans une tour comme un monument de l’infériorité de leurs antagonistes ; mais l’outrage ne pouvait être souffert patiemment par ceux-ci, et de là cette lutte terrible dont Tassoni a immortalisé le souvenir. L’impression de ce poème, qui devait avoir un si grand succès, éprouva des difficultés infinies, et l’on n’en est nullement étonné lorsqu’on jette les yeux sur certaines stances où Tassoni semble s’être fait un malin plaisir de ne rien respecter. Il fut mis vingt fois sous presse, et vingt fois il fut interrompu. L’auteur l’avait communiqué à l’un de ses amis. Cet homme, qui n’y vit point le nom de sa famille, fut piqué d’un tel oubli et dénonça le poème à l’inquisiteur, comme un ouvrage fait en dérision du Pape et de l’Église. Cette démarche lui réussit, et l’on nomma pour examinateur un parfait balourd, un solennissimo balordo. Cependant les copies s’en multiplièrent rapidement, et le poète nous apprend qu’un copiste en fit, au prix de huit ducats chacune, un assez grand nombre pour réaliser en peu de mois environ huit cents ducats. Enfin le poème parut pour la première fois en 1622, sous le nom d’Androvinci Melisone, imprimé à Paris chez Toussaint du Bray. Il obtint, dès les premiers instants de sa publication, le suffrage d’une nation vive, spirituelle, et qui de tout temps a montré peu d’éloignement pour les peintures à peine couvertes de la gaze la plus transparente. L’auteur, sous le nom de Gaspard Salviani, y joignit des notes courtes, vives et piquantes. Cette production lui rendit les bonnes grâces d’Urbain VIII. Ce Pape, ami des lettres, voulut lire la Secchia et se contenta d’indiquer à Tassoni un petit nombre de corrections. Celui-ci, contre toute attente, fit mettre des cartons à une vingtaine d’exemplaires qu’il présenta au Pape et ne changea rien aux autres. Les représentations, les menaces ne purent obtenir de lui qu’il adoucît un seul des traits de satire si multipliés dans son poème ; car on ne l’offensait jamais impunément. Cette même Secchia rapita en offre une preuve frappante. Un comte avait un secrétaire qui publia deux pamphlets où Tassoni était traité fort durement. Ce poète, un des plus irritables qui aient existé, soupçonna le comte d’y avoir pris part, et il écrivit aussitôt à un de ses amis : « Je lui ferai sentir qu’il vaudrait mieux pour lui avoir affaire au diable qu’à moi. » Effectivement, son poème, qui n’avait point encore paru, ne devait avoir que dix chants. Il en ajouta deux autres pour vouer son ennemi à l’infamie et répandit dans tout le reste de l’ouvrage une foule de traits où il ne fut que trop bien servi par l’esprit de vengeance. Une vanité ridicule, la jactance, la poltronnerie, la fatuité sont les moindres défauts qu’il lui reproche. Peu satisfait de le représenter comme un époux maltraité, il va jusqu’à lui attribuer, dans le chant, le dessein formel d’empoisonner sa femme. Pour tout dire, en un mot, Tassoni a si réussi dans son projet de rendre odieux et ridicule le nom de Culagne que, depuis ce temps, les seigneurs qui possèdent ce bourg n’osent en prendre le titre. On crut généralement à Modène que sous ce nom était désigné le comte Paolo Brusantino, uniquement pour la cause alléguée plus haut. Il fallait un mérite réel pour qu’un pareil abus de talent ne retombât pas sur le poète : aussi reconnut-on qu’écrivain éminemment original, Tassoni, malgré ses fautes nombreuses, honorerait toujours le Parnasse italien.
On ne peut lui refuser le mérite d’être l’inventeur d’un genre de poème inconnu jusqu’à lui. Il eut le suffrage des connaisseurs. Apostolo Zeno ne balance pas à le mettre au-dessus du Lutrin et de La Boucle de cheveux enlevée. On doit convenir que c’est un agréable mélange de comique, d’héroïque et de satirique, mais qui tombe quelquefois dans le bas et où la décence n’est pas toujours observée. Voltaire l’a jugé avec trop rigueur lorsqu’il a dit, dans une de ses lettres, que « La Secchia rapita est un très-plat ouvrage, sans invention, sans imagination, sans variété, sans esprit et sans grâce, et qu’il n’a eu cours en Italie que parce que l’auteur y nomme un grand nombre de familles auxquelles on s’intéressait. » Ce poème a été souvent réimprimé. L’édition originale vit le jour à Paris, en 1622, in-12 ; elle est devenue rare, et les bibliophiles la recherchent. L’auteur s’y cache sous un pseudonyme ; mais son nom parut dans une autre édition, publiée à Ronciglione, en 1624. Citons aussi les éditions d’Oxford, 1737, in-8°, avec les notes de Salvioni et de Marchioni ; de Modène, 1744, in-4°, avec les remarques de Salvioni et de Barotti et la vie du poète, par Muratori (elle est belle et estimée) ; de Paris, 1766, 2 vol. in-8° ; de Pise, 1811, in-fol. (volume de luxe) ; de Florence, 1824, in-8° ; de Milan, 1827, in-32. La Secchia rapita a été traduite en français en 1678, 2 vol. in-12, par Pierre Perrault, qui l’a accompagnée d’un examen critique, et par Cédols, que l’auteur anglais des Mémoires sur la vie de Tassoni appelle partout Cahors, 1759, 3 vol. petit in-12. À l’une et l’autre version en prose est joint le texte italien. On en doit une imitation, en vers élégants et faciles, à Creuzé de Lessert, Paris, 1796, 1 vol. in-18 ; 1798, 2 vol. in-18 ; 3e édit., 1812. En 1700, un Anglais, Ozell, en entreprit une traduction anglaise ; il n’en publia que trois chants, qui furent réimprimés en 1715, mais avec peu de succès.
On réunit ordinairement aux éditions de La Secchia le premier chant d’un autre poème, intitulé L’Océan, que l’on peut considérer comme le vestibule d’un grand monument que l’auteur se proposait d’élever à la mémoire de Christophe Colomb ; c’est un ouvrage de sa première jeunesse, dans lequel il a imité Le Tasse, L'Arioste et le Camões, notamment dans la description de l’île enchantée. Ce fut probablement durant sa résidence (en 1615) chez l’ambassadeur du duc de Savoie, à Rome, qu’il entreprit l’Abrégé des Annales ecclésiastiques du cardinal Baronio. Il le mit entre les mains d’un maître du sacré palais, pour le faire examiner ; mais il ne put jamais le retirer. Cet ouvrage n’a point été imprimé ; il en existait encore, en 1744, trois copies autographes, dont une, au rapport de Cédols, se trouvait à Paris, dans la bibliothèque. Cet abrégé était écrit en latin ; l’auteur y affectait des sentiments contraires à ceux de Baronio, non par esprit de contradiction, disait-il, mais par respect pour la vérité des faits. On a perdu son histoire de la guerre de la Valteline, qu’il avait composée lorsqu’il était secrétaire d’Orazio Ludovisi, duc de Fiano, général du Saint-Siège, et lorsqu’en 1623, ce général, pour mettre fin à la guerre, prit en dépôt la Valteline, sujet de la querelle. Il y avait joint, à l’imitation de la cinquième satire du premier livre d’Horace, un récit fort gai de son voyage de Rome à cette contrée. Le cardinal Ludovisi le tira adroitement de ses mains, et il s’amusait beaucoup de cette lecture, quoique son père y fût tourné en ridicule. Mais par ce motif, ce cardinal brûla, dit-on, ce petit ouvrage. Leone Allacci attribue encore à Tassoni un volume de lettres, et le peu qui en reste, écrit d’une manière piquante et légère, doit en faire regretter la perte. Quant aux Philippiques dirigées contre Philippe III et aux Funérailles de la gloire d’Espagne, que ses ennemis lui attribuèrent et qui causèrent ses disgrâces pendant ses liaisons de Savoie, il n’est pas sûr qu’il en fût l’auteur, et il s’en est toujours défendu, quoique sa haine contre l’Espagne, manifestée en toute occasion, ait affaibli la force de ses protestations.
Tassoni avait été reçu en 1600 à l'Académie des Humoristes, sous le nom d’Il Bisquadro, qu’il mit en tête de l’édition publiée en 1624 de La Secchia rapita. Cette association ne fut pas de longue dorée. La salle où s’assemblaient ces académiciens fut achetée, en 1738, par le cardinal de Fleury. C’est à présent celle de l’académie de peinture. On y voyait encore, en 1759, la devise de Tassoni ; c’était une scie qui a commencé de scier un bloc de marbre ; à côté est un petit vase, avec ces mots espagnols : Si non falta el umor (si l’eau ne manque pas). Plus bas était l’écusson de Tassoni, portant dans la partie supérieure un champ d'azur, un aigle noir les ailes étendues, et au-dessous un taisson dressé sur ses pattes. Vers le même temps s'éleva une autre institution, à la promotion de laquelle Tassoni eut la plus grande part. Le prince Federico Cesi, duc d’Acquasparta, ouvrit son palais à l'Académie des Lyncéens, dont l’objet était d’expliquer les phénomènes de la nature, d’en rechercher les causes et de soumettre à l’examen d’une sage critique la vieille philosophie d'Aristote. On a vu haut jusqu’à quel point Tassoni en avait profité ; mais la liberté philosophique, puisée dans ces entretiens, ne put le défendre de quelque penchant pour l'astrologie judiciaire. Ce qui le prouve, c'est que, dans la treizième question du dixième livre des Pensées, il examine sérieusement si la conjonction de la balance et du soleil est funeste et si septembre porte malheur à ceux qui naissent dans ce mois. Le résultat de cet examen est d'attribuer à ces deux circonstances tous les contretemps de sa vie.
Une autre imputation dont on ne peut le justifier est son extrême irritabilité, son ressentiment implacable et l’acrimonie qu’il porta dans les querelles littéraires. Muratori, en citant le Drapeau rouge, titre d'un pamphlets de Tassoni, dit qu'il suivait l’exemple de Tamerlan. Quand on l’attaquait, d’abord il arborait le drapeau blanc, comme un signal de pardon général ; puis le drapeau rouge pour marquer qu’il exigeait la mort de ceux qui s’étaient armés contre lui ; le drapeau noir annonçait qu’il voulait tout exterminer. Cependant Tassoni compta au nombre de ses amis les hommes de lettres les plus distingués parmi ses contemporains, Rossi, Preti, Allacci, Le Marini, Galilée, Querenghi, etc.

Quant à sa personne, il avait, disent ses biographes, le teint fort blanc, les yeux vifs, un front ouvert et toute la physionomie d’un galant homme. On le représente toujours une figue à la main, et au bas de son portrait, on lit ces deux vers : 

« Dextera cur ficum quæris mea gestet inanem
 Longi operis merces hæc fuit : Aula dedit. »

 On a ainsi rimé ce distique : 

« De Tassoni, pourquoi la main honteuse 
 Tient-elle ce fruit enfantin ?
 C’est le digne présent qu’une cœur généreuse,
Pour prix de son travail, lui fit un beau matin. »

 On raconte que, se promenant dans un marché de Rome, il demanda à une fruitière si les figues qu’elle vendait étaient bonnes. La marchande lui en donna une à goûter. Il s’en alla tout joyeux, disant que c’était le premier régal qu’on lui eût fait de sa vie, et il voulut qu’on le peignit une figue à la main. D’autres prétendent que, par cet emblème, il voulut faire entendre que toute son assiduité auprès des grands lui avait à peine produit la valeur d’une figue. Un esprit aussi indépendant devait en effet souffrir beaucoup dans cette situation, quelque honorable qu’elle pût être. C’est ce qu’il témoigne dans une lettre au chanoine Sassi : « Vous me mandez, dit-il, de vous écrire comment je me trouve dans mon nouvel état. Je ne puis vous dire autre chose, sinon que je m’y trouve comme Metellus quand il chaussa des souliers qui lui allaient parfaitement bien, mais qui lui estropiaient les pieds. Chacun disait : Oh ! que voilà des souliers bien faits ! qu’ils lui vont bien ! et cependant ce pauvre diable ne pouvait marcher. »
La vie de ce poète a été écrite en italien par le savant Muratori : elle est placée en tête de la belle édition de Modène, 1744. On en trouve une autre en français, assez détaillée, à la fin du troisième volume de la traduction de M. D. C., qui a paru en 1759. Enfin Joseph-Gaspard Dubois-Fontanelle en a publié une autre, Paris, 1768, in-12. On peut aussi consulter Leone Allacci, dans ses Apes urbanæ, Rome, 1633, in-8°, et Hambourg, 1711, in-8° ; Crescimbeni, Tiraboschi, etc. Mais l’ouvrage qui ne laisse rien à désirer sur ce sujet est celui d’un littérateur irlandais nommé Joseph Cooper Walker, qui a paru après sa mort par les soins de son frère Samuel Walker, à Londres, en 1815, 1 vol. in-8°, sous le titre de Mémoires d’Alexandre Tassoni. L’auteur, profondément versé dans la littérature du beau pays où il était allé chercher un climat plus favorable à la faiblesse de sa constitution, a fait les recherches les plus exactes sur la personne et sur les écrits d’Alesandro Tassoni. Il y a joint, sur Aldrovandi, Le Guarini, Rinuccini, Le Tasse, Chiabrera, Galilée, etc., une foule d’anecdotes littéraires, qui ajoutent à l’intérêt de cette biographie, où l’on désirerait un peu plus d’ordre et moins de longueurs. L’ouvrage est enrichi, de plus, d’un beau portrait de Tassoni et d’une gravure où l’on voit le guerrier victorieux qui rapporte le seau, nouvelle Hélène de cette grande querelle. Ce dessin de Neagle rappelle, au dire d’Apostolo Zeno, jaloux de témoigner son estime pour le poème, que Le Guerchin avait fait un dessin qui représentait le retour triomphant de l’armée modénaise, ayant à sa tête son capitaine, qui porte au bout de lance le glorieux trophée et que viennent recevoir le podestat et les syndics en robe détroussée.
- Parte de’ quesiti dati alla luce da Giulian Cassiani, Modène, 1608, in-8° ;
- Varietà di pensieri divisa in 9 parti, ibid., 1612, in-4°, et avec une 10e partie, Carpi, 1620, in-4°[12] ;
- Considerazioni sopra le rime del Petrarca, Modène, 1609, in-8° ;
- Avvertimenti di Crescenzio Pepe a Giuseppe degli Aromatari intorno alle risposte date da lui alle considerazioni, ibid., 1611, in-8° ;
- Tenda rossa, risposta di Girolamo Nomisenti ai dialoghi di Falcidio Melampodio, Francfort (Modène), 1613, in-8° ;
- La Secchia, poema eroi-comico d’Androvinci Melisone, Paris, 1622, in-12, etc. ;
- Filippiche (1615), in-4°. Cet ouvrage est tellement rare que Muratori n’ayant jamais pu le voir, doutait qu il eût été imprimé ; mais il en existe un exemplaire au British Museum. C’est un livret de 44 pages, sans indication de ville ni d’imprimerie ; il renferme sept philippiques, signées l’innominato Academico Libero.